# دینا
دینا (انگلیسی: DeNA) شرکت تجارت الکترونیک ژاپنی است، که در سال ۱۹۹۹ توسط توموکو نامبا تأسیس شد.